# 坦蓋基倫灣
69°58′S 26°20′E / 69.967°S 26.333°E
坦蓋基倫灣是南極洲的海灣，位於南龍達訥山脈以北的毛德皇后地沿岸，處於布雷德灣東北面80公里，該海灣根據挪威探險隊拍攝的空中照片被繪入地圖。